# Каземетса
Ка́земетса (эст. Kasemetsa) — деревня в в волости Саку уезда Харьюмаа, Эстония.

## География и описание
Расположена в северной части Эстонии. Граничит с посёлком Саку (волостной центр) и деревнями Юкснурме, Каямаа и Метсанурме. Высота над уровнем моря — 49 метров.
Климат умеренный. Официальный язык — эстонский. Почтовый индекс — 75510.

## Население
По данным переписи населения 2021 года, в Каземетса  насчитывалось 536 жителей, из них 483 (90,4 %) — эстонцы.
По данным переписи населения 2011 года, число жителей деревни составляло 307 человек, из них 254 (82,7 %) — эстонцы.
Численность населения деревни Каземетса по данным переписей населения:
| Год  | 1979 | 1989 | 2000 | 2011  | 2021  |
| ---- | ---- | ---- | ---- | ----- | ----- |
| Чел. | 107  | ↘ 65 | ↘ 52 | ↗ 307 | ↗ 536 |

## История
До Первой Эстонской республики на территории современной Каземетса располагалось несколько хуторов, а сама земля относилась к мызе Укснорм (нем. Uxnorm, Юкснурме, эст. Üksnurme mõis). В ходе земельной реформы 1919 года земли мызы разделены между деревней Метсанурме и посёлком Саку. Затем на территории будущей деревни Каземетса сформировался садовый городок, и в 1937 году здесь была открыта железнодорожная станция (остановочный пункт).
25 мая 1967 года было принято решение построить 2,8 км от железнодорожной станции для рабочих Таллинского целлюлозно-бумажного комбината дачный кооператив «Сиделане». Поле хутора Кингу было разделено на 100 участков, и каждый отдел комбината распределял от 10 до 15 участков между своими работниками. Проектом занимался архитектор Юло Элланди (Ülo Ellandi).
В 1977 году Каземетса была признана самостоятельным населённым пунктом и получила статус деревни. В том же году с Каземетса была объединена бо́льшая часть деревни Саку-Мыйзакюла (эст. Saku-Mõisaküla, также эст. Saku küla, в 1922 году упоминается как эст. Saku mõisa küla).
В 1977–1997 годах в состав деревни Каземетса официально входила деревня Метсанурме.

## Транспорт
В деревне есть железнодорожная остановка Каземетса железной дороги Таллинн—Вильянди. Здесь останавливаются все поезда, следующие по железнодорожным маршрутам, соединяющим Таллин c Рапла, Вильянди и Тюри.
В Каземетса останавливаются уездный автобус № 117, следующий из Таллина в Саку, и уездный автобус № 177, следующий из Таллина в Аэспа.
Во время учебного года по рабочим дням в Каземетса останавливаются автобусы волостных линий № 2, 13, 13A, 21, 22, 23 и 24 (т.н. школьные автобусы).

## Комментарии
1. ↑  Эстонские топонимы, оканчивающиеся на -а, не склоняются и не имеют женского рода (исключение — Нарва)[8].